# Colostethus agilis
Colostethus agilis es una especie de anfibio anuro de la familia Dendrobatidae.

## Distribución geográfica
Esta especie es endémica de Colombia. Habita en los departamentos de Valle del Cauca y Cauca entre los 2190 y 2600 m de altitud en la vertiente occidental de la Cordillera Occidental.

## Publicación original
- Lynch & Ruiz-Carranza, 1985 : Una nueva especie de Colostethus (Amphibia: Dendrobatidae) de la Cordillera occidental de Colombia. Lozania, n.º 54, p. 1-6.[5]